# Parazalmoxis
Parazalmoxis is een geslacht van hooiwagens uit de familie Assamiidae.
De wetenschappelijke naam Parazalmoxis is voor het eerst geldig gepubliceerd door Roewer in 1913. 

## Soorten
Parazalmoxis is monotypisch en omvat slechts de volgende soort:
- Parazalmoxis africana